# Хосе Луїс Рамірес
Хосе́ Луї́с Рамі́рес (швед. José Luis Ramírez) — доктор філософії (Швеція).

## Біографія
Народився в Мадриді у 1935 році. Студіював філософію і філологію в Мадриді, Марбурзі, Уппсалі, Стокгольмі.
Працював бібліотекарем Історичного архіву «Робітничого руху» в Стокгольмі, редактором іспаномовного часопису Punto de Vista («Точка зору») та міжнародної служби Шведського радіо.
Був членом міської ради і виконавчої влади Ханінге (південний округ Стокгольма) в 1970—1980 рр., заступником мера, відповідальним за Муніципальне планування в 1977 і 1980 рр., керівником культурних та інформаційних комісій і проектів, завідувачем муніципального відділу культури і бібліотек Ради Людвіка (округ Далама) в 1980—1984 рр.
Від 1984 року в Скандинавському інституті планування («Нордплан», Стокгольм) працював над темою «Філософія дії», основаної на Арістотелевій Етиці, Політиці і Риториці (що у 1995 році вилилося в дисертацію про Skapande Mening (ісп. El Sentido Creador, «Творчий сенс як основа теорії дії й планування як наука про людину»).
Викладав докторантські курси у Скандинавському інституті проектування — 1987—1996 («Філософія для планувальників і дослідників планування», «Теорія дій як наука про людину»). Керував дослідницьким проектом «Теорія дії і планування як наука про людину» (1993—1995). Викладав у Вищій політехнічній школі Стокгольма, був професором на кафедрі в Інституті ландшафтної архітектури, а також викладав риторику як теорію пізнання і вираження в Стокгольмському університеті-коледжі.
Як редактор підготував шведською мовою до видання «Риторику» Арістотеля. Започаткував проект дослідження семітських та арабських впливів в європейській культурі.
Гостьовий лектор з 30-річним досвідом у численних європейських університетах.
Займається проектом дослідження семітських та арабських впливів у європейській культурі, зосібна наукового і філософського спадку Аверроеса, бере участь у створенні Культурного центру Аль-Андалус у шведському Мальмо.
- Біо- і бібліографія професора Раміреса на сайті Центру гуманітарних досліджень

## Твори
Численні праці Раміреса присвячені, головно, дослідженню того, як використовується і діє мова в суспільстві і в суспільних рішеннях, а традиційна риторика осмислюється в рамках сучасної проблематики.